# Maison de Champagne
Une maison de Champagne est une entreprise viti-vinicole, qui distribue les produits d'une marque de champagne,.
Elle s'occupe de la production de champagne, mais doit également être une entreprise de dimension industrielle et commerciale. Elle comprend des moyens matériels et humains pour le mettre en œuvre, et respectant les critères d'un syndicat.

## Définition
Les entreprises qui ne réunissent pas les conditions de production, de vente, et l'adhésion à l'Union des Maisons de Champagne ne peuvent être considérées comme telles. Ce sont dans un cas, des entreprises viticoles (ne faisant pas la transformation en vin, ni la commercialisation), ou alors des négociants si elle ne font que la commercialisation. Les vignerons respectant ces critères mais n'ayant pas un statut juridique, fiscal et social « industriel et commercial » peuvent être cependant des « membres associés ».
Le champagne vendu par les maisons de Champagne peut donc provenir de l'achat de raisins auprès de viticulteurs, d'autres vignerons, ou de la récolte de ses vignes en propre,. Elle s'occupe de la vinification et des assemblages, et commercialise les vins.
Les cuvées vendues sont souvent issues de sources multiples, donnant suite à l'assemblage des cuvées. Ce point peut cependant diviser, certaines maisons vendant des cuvées parcellaires.
Les bruts sans année représentent entre 80 et 85 % des ventes. La plus forte croissance est actuellement sur les champagnes rosés.
Les cuvées millésimées ne dépassent jamais plus de 5 % des ventes de champagne.

## Histoire
La maison Ruinart est la première et la plus ancienne maison de champagne créée le 1er septembre 1729 à Épernay, la maison Gosset, fondée en 1584, est quant à elle, la plus ancienne maison de la Champagne.
Le 4 novembre 1882 le Syndicat du Commerce des vins de Champagne se constitue, il est reconnu officiellement par la loi du 21 mars 1884 qui autorise la création des syndicats professionnels. Comptant une vingtaine de membres à l'origine, il en atteint 76 aujourd'hui.

## Économie
Il existe 334 maisons de Champagne, dont la répartition selon le chiffre d'affaires se fait comme suit :
- 20 entreprises réalisant plus de 50 millions d'euros de chiffre d'affaires,
- 29 entreprises entre 10 et 50 millions d'euros de chiffre d'affaires,
- 48 entreprises entre 0,5 et 10 millions d'euros de chiffre d'affaires,
- 120 entreprises en dessous de 0,5 million d'euros de chiffre d'affaires,
- 117 entreprises dont le chiffre d'affaires n'est pas déclaré (valeur faible).

En 2013, 306 maisons de négoce en vin de Champagne, dont 12 grands groupes, ont représenté 55 % des expéditions (soit 170 millions de bouteilles).
Cinq groupes sont cotés en bourse : LVMH, Vranken-Pommery Monopole, Lanson-BCC, Laurent-Perrier, et Pernod Ricard.

### Fortunes
Selon le magazine Challenges, sur les plus importantes fortunes françaises, les plus gros propriétaires de maisons de champagne se sont à nouveau considérablement enrichis en 2010 :
- Famille Descours, propriétaire de Charles Heidsieck et Piper-Heidsieck, 800 millions d'euros, 56e fortune.
- Famille Rouzaud, propriétaire de Louis Roederer, 650 millions d'euros, 73e fortune.
- Famille de Nonancourt, propriétaire de Laurent-Perrier, 302 millions d'euros, 152e fortune.
- Famille Vranken, propriétaire de Vranken, Pommery, Charles Lafitte, Heidsieck & Co., 233 millions d'euros, 185e fortune.
- Famille Bollinger, propriétaire de Bollinger, 163 hectares, 200 millions d'euros, 211e fortune.
- Alain Thiénot, propriétaire de Canard-Duchêne, Joseph Perrier, Thiénot, 200 millions d'euros, 200e fortune.
- Bruno Paillard, propriétaire de Lanson, Chanoine, Boizel, De Venoge, 188 millions d'euros, 229e fortune.
- Pierre Taittinger, propriétaire de Taittinger, 110 millions d'euros, 333e fortune.
- Philippe Baijot, propriétaire de Boizel Chanoine Champagnes, 69 millions.

### Production
Les dix premières maisons en termes de volumes de production sont en 2012:
- Moët & Chandon : 32 millions de bouteilles ;
- Veuve Clicquot : 16 millions de bouteilles ;
- Nicolas Feuillatte : 9 millions de bouteilles ;
- Mumm : 7,8 millions de bouteilles ;
- Laurent-Perrier : 7,4 millions de bouteilles ;
- Piper-Heidsieck : 5 millions de bouteilles ;
- Pommery : 5 millions de bouteilles ;
- Lanson : 4,5 millions de bouteilles ;
- Mercier : 4,3 millions de bouteilles ;
- Taittinger : 4,2 millions de bouteilles.

## Maisons

### Grandes maisons
Des études historiques plus poussées montreraient probablement[style à revoir] que le système des « maisons » de Champagne ne constitue que l'avatar récent d'une organisation plus ancienne, étroitement contrôlée par les abbayes de la région, notamment Saint-Pierre de Hautvillers, ainsi que quelques grands propriétaires de vignes. La distribution des vins de Champagne obéissait à une nécessité pour les monastères, le clergé ayant alors à financer les hôpitaux, une grande part de l'enseignement, et la charité. De plus, certaines maisons de négoce sont nées bien avant le XVIIIe siècle en Champagne ; il en existait déjà plusieurs à la Renaissance.

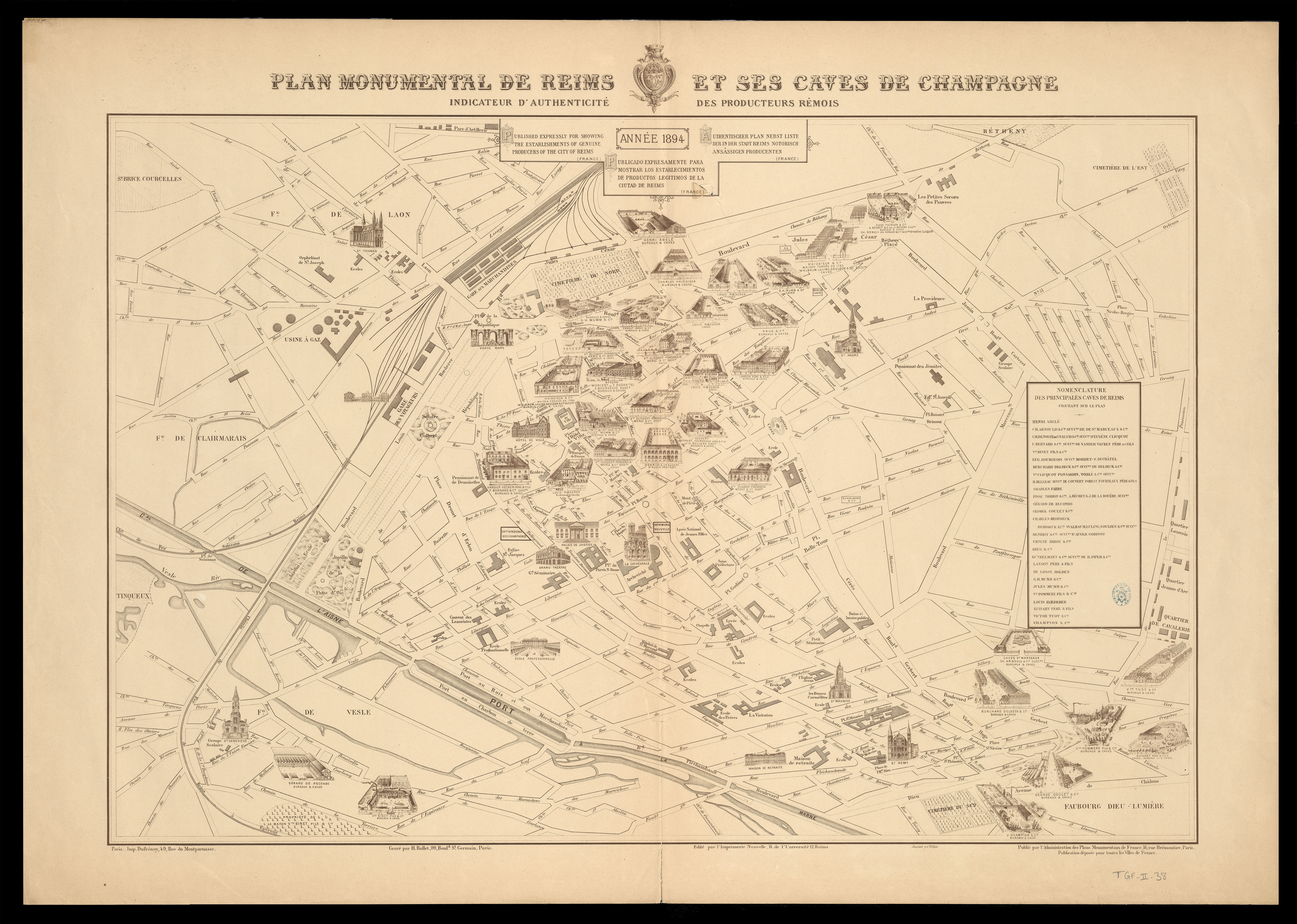
Plan des maisons de vins de Champagne rémoises en 1894

Le tableau qui suit ne mentionne pas plusieurs grandes et anciennes maisons de Champagne, toujours actives. En particulier, la maison Moët et Chandon, initialement Moët, fondée en 1743 à Épernay, mérite une place à part. Étroitement liée à l'histoire et au développement de la viticulture à Épernay et dans sa proche région, elle est issue des maisons Moët, dont la famille s'occupe de vignes depuis la Renaissance à Épernay, et Chandon de Briailles, noble lignage champenois fortement impliqué dans le développement des connaissances de la viticulture vers 1850-1900. On doit aussi au comte de Chandon de Briailles, un grand érudit local, de précieuses études historiques sur Épernay et ses vignobles.
La maison Hennequin, fondée en 1947 à Venteuil, devrait aussi avoir une place à part. Son nom est attesté à Aÿ depuis le XVIIe siècle, où elle a fourni un maire royal. C'est un exemple réussi de famille de vignerons entré dans le négoce des vins de Champagne.
| Maison                   | Date de fondation | Lieu                 | Cuvée de prestige                                             | Millésimée                 | Propriétaire                                                          | Vignes en propre |
| ------------------------ | ----------------- | -------------------- | ------------------------------------------------------------- | -------------------------- | --------------------------------------------------------------------- | ---------------- |
| Henri Abelé              | 1757              | Reims                | « Sourire de Reims »                                          | -                          | Nicolas Feuillatte                                                    |                  |
| Ayala                    | 1860              | Aÿ                   | « La Perle »                                                  | oui                        | Famille Bollinger                                                     |                  |
| Beaumont des Crayères    | 1953              | Mardeuil             | « Nostalgie »                                                 | oui                        | Cave coopérative de 240 adhérents                                     |                  |
| Besserat de Bellefon     | 1843              | Épernay              | « La Cuvée des Moines »                                       | suivant le vin de la gamme | Groupe Lanson-BCC (via Maison Burtin)                                 |                  |
| Billecart-Salmon         | 1818              | Mareuil-sur-Ay       | « Nicolas François Billecart » (brut millésimé)               | oui                        | Maison indépendante                                                   |                  |
| Billecart-Salmon         | 1818              | Mareuil-sur-Ay       | « Elisabeth Salmon » (rosé millésimé)                         | oui                        | Maison indépendante                                                   |                  |
| Billecart-Salmon         | 1818              | Mareuil-sur-Ay       | « Clos Saint-Hilaire »                                        | oui                        | Maison indépendante                                                   |                  |
| Binet (en)               | 1849              | Reims                | « Brut Elite »                                                | -                          | Maison indépendante                                                   |                  |
| Binet (en)               | 1849              | Reims                | « Elite Rosé » (rosé de saignée)                              | -                          | Maison indépendante                                                   |                  |
| Binet (en)               | 1849              | Reims                | « Elite Blanc de Noirs »                                      | -                          | Maison indépendante                                                   |                  |
| Binet (en)               | 1849              | Reims                | « Médaillon Rouge »                                           | oui                        | Maison indépendante                                                   |                  |
| Boizel (en)              | 1834              | Épernay              | « Joyau de France »                                           | oui                        | Groupe Lanson-BCC                                                     |                  |
| Bollinger                | 1829              | Aÿ                   | « Vieilles Vignes Françaises »                                | oui                        | Famille Bollinger                                                     | 160 ha           |
| Bollinger                | 1829              | Aÿ                   | « R.D. » (Récemment Dégorgé)                                  | oui                        | Famille Bollinger                                                     | 160 ha           |
| Bollinger                | 1829              | Aÿ                   | « La Grande Année »                                           | oui                        | Famille Bollinger                                                     | 160 ha           |
| Brice                    | 1994              | Bouzy                | « Les 4 Grands Crus : Ay, Bouzy, Cramant et Verzenay »        | -                          | Maison indépendante et familiale                                      |                  |
| Canard-Duchêne           | 1868              | Ludes                | « Grande Cuvée Charles VII »                                  | oui                        | Groupe Alain Thiénot                                                  |                  |
| Canard-Duchêne           | 1868              | Ludes                | « Léonie »                                                    | -                          | Groupe Alain Thiénot                                                  |                  |
| De Castellane            | 1895              | Épernay              | « Commodore »                                                 | oui                        | Groupe Laurent-Perrier                                                |                  |
| Cattier                  | 1918              | Chigny-les-Roses     | « Clos du Moulin »                                            | -                          | Société indépendante                                                  | 20 ha            |
| Charles de Cazanove      | 1811              | Reims                | « Stradivarius »                                              | -                          | Groupe Rapeneau                                                       |                  |
| Chanoine Frères          | 1730              | Reims                | « Tsarine »                                                   | suivant le vin de la gamme | Groupe Lanson-BCC                                                     |                  |
| Delbeck                  | 1832              | Reims                | suivant les années                                            | -                          | Faillite de la Financière Martin (Champagnes Bricout-Delbeck) en 2003 |                  |
| Deutz                    | 1838              | Aÿ                   | « Amour de Deutz »                                            | oui                        | Groupe Louis Roederer                                                 |                  |
| Drappier                 | 1808              | Urville              | « Grande Sendrée »                                            | oui                        | Maison familiale                                                      |                  |
| Duval-Leroy              | 1859              | Vertus               | « Femme de Champagne »                                        | suivant les années         | Maison familiale                                                      |                  |
| Duval-Leroy              | 1859              | Vertus               | Fleur de Champagne                                            | suivant les années         | Maison familiale                                                      |                  |
| Nicolas Feuillatte       | 1972              | Chouilly             | « Palmes d'Or »                                               | oui                        | Union de coopératives                                                 |                  |
| Gauthier                 | 1858              | Épernay              | « Grande Réserve Brut »                                       | -                          | Groupe Lanson-BCC                                                     |                  |
| Paul Goerg (en)          | 1950              | Vertus               | « Lady C. »                                                   | oui                        | -                                                                     |                  |
| Gosset                   | 1584              | Aÿ                   | « Celebris »                                                  | oui                        | Renaud-Cointreau                                                      |                  |
| Gosset                   | 1584              | Aÿ                   | « Grand Millésime »                                           | oui                        | Renaud-Cointreau                                                      |                  |
| Heidsieck & Co Monopole  | 1785              | Épernay              | « Diamant Bleu »                                              | oui                        | Groupe Vranken-Pommery Monopole                                       |                  |
| Charles Heidsieck        | 1851              | Reims                | "Blanc des Millénaires"                                       | oui                        | Famille Descours (EPI) depuis 2011 (ex-Gpe Rémy Cointreau)            |                  |
| Henriot                  | 1808              | Reims                | Cuvée des Enchanteleurs                                       | oui                        | Famille de Joseph Henriot                                             |                  |
| Henriot                  | 1808              | Reims                | « Brut Souverain »                                            | oui                        | Famille de Joseph Henriot                                             |                  |
| Jacquart                 | 1964              | Reims                | « Cuvée Alpha »                                               | oui                        | Alliance Champagne                                                    |                  |
| Krug                     | 1843              | Reims                | chaque millésime porte un nom différent                       | oui                        | Groupe LVMH                                                           |                  |
| Krug                     | 1843              | Reims                | « Clos du Mesnil »                                            | suivant les années         | Groupe LVMH                                                           |                  |
| Charles Lafitte          | 1834              | Tours-sur-Marne      | « Orgueil de France »                                         | suivant les années         | Groupe Vranken-Pommery Monopole                                       |                  |
| Lanson                   | 1760              | Reims                | « Noble Cuvée »                                               | oui                        | Groupe Lanson-BCC                                                     |                  |
| Laurent-Perrier          | 1812              | Tours-sur-Marne      | « Grand Siècle »                                              | -                          | Groupe Laurent-Perrier                                                |                  |
| Mercier                  | 1858              | Épernay              | « Vendange »                                                  | oui                        | Groupe LVMH                                                           |                  |
| Mumm                     | 1827              | Reims                | « Mumm de Cramant »                                           | -                          | Groupe Pernod Ricard                                                  |                  |
| Bruno Paillard           | 1981              | Reims                | « Nec Plus Ultra »                                            | oui                        | Bruno Paillard                                                        |                  |
| Bruno Paillard           | 1981              | Reims                | « Brut Première cuvée »                                       | oui                        | Bruno Paillard                                                        |                  |
| Pannier                  | 1899              | Château-Thierry      | « Égérie »                                                    | oui                        | Covama                                                                |                  |
| Joseph Perrier           | 1825              | Châlons-en-Champagne | « Royale Brut »                                               | oui                        | Groupe Alain Thiénot                                                  |                  |
| Joseph Perrier           | 1825              | Châlons-en-Champagne | « Cuvée Joséphine »                                           | oui                        | Groupe Alain Thiénot                                                  |                  |
| Perrier-Jouët            | 1811              | Épernay              | « Belle Époque »                                              | oui                        | Groupe Pernod Ricard                                                  |                  |
| Philiponnat              | 1910              | Mareuil-sur-Ay       | « Clos des Goisses »                                          | -                          | Groupe Lanson-BCC                                                     | 21 ha            |
| Philiponnat              | 1910              | Mareuil-sur-Ay       | « Cuvée 1522 »                                                | -                          | Groupe Lanson-BCC                                                     | 21 ha            |
| Piper-Heidsieck          | 1785              | Reims                | « Rare »                                                      | oui                        | Famille Descours (EPI) depuis 2011 (ex-Gpe Rémy Cointreau)            |                  |
| Piper-Heidsieck          | 1785              | Reims                | « Rosé Sauvage »                                              | -                          | Famille Descours (EPI) depuis 2011 (ex-Gpe Rémy Cointreau)            |                  |
| Pommery                  | 1836              | Reims                | « Louise »                                                    | oui                        | Groupe Vranken-Pommery Monopole                                       |                  |
| Louis Roederer           | 1776              | Reims                | « Cristal »                                                   | oui                        | Famille Rouzaud                                                       | 214 ha           |
| Pol Roger                | 1849              | Épernay              | « Sir Winston Churchill »                                     | oui                        | Maison indépendante & familiale                                       | 85 ha            |
| Ruinart                  | 1729              | Reims                | « Dom Ruinart »                                               | oui                        | Groupe LVMH                                                           |                  |
| Ruinart                  | 1729              | Reims                | « Ruinart blanc de blancs »                                   | oui                        | Groupe LVMH                                                           |                  |
| De Saint-Gall            | 1966              | Avize                | Orpale                                                        | suivant les années         | Union Champagne                                                       |                  |
| Salon                    | 1921              | Le Mesnil-sur-Oger   | « S »                                                         | oui                        | Groupe Laurent-Perrier                                                |                  |
| Marie Stuart             | 1867              | Reims                | « La Sommelière »                                             | -                          | Groupe Alain Thiénot                                                  |                  |
| Marie Stuart             | 1867              | Reims                | « Brut Millésimé »                                            | oui                        | Groupe Alain Thiénot                                                  |                  |
| Taittinger               | 1734              | Reims                | « Comtes de Champagne »                                       | oui                        | Pierre Taittinger et Crédit Agricole Nord-Est                         | 288,84 ha        |
| Taittinger               | 1734              | Reims                | « Les Folies de la Marquetterie »                             | -                          | Pierre Taittinger et Crédit Agricole Nord-Est                         | 288,84 ha        |
| Thiénot                  | 1985              | Reims                | « Cuvée Alain Thiénot »                                       | oui                        | Groupe Alain Thiénot                                                  |                  |
| Thiénot                  | 1985              | Reims                | « Cuvée Stanislas »                                           | oui                        | Groupe Alain Thiénot                                                  |                  |
| Thiénot                  | 1985              | Reims                | « Cuvée Garance »                                             | oui                        | Groupe Alain Thiénot                                                  |                  |
| Thiénot                  | 1985              | Reims                | « La vigne aux gamins »                                       | oui                        | Groupe Alain Thiénot                                                  |                  |
| de Venoge                | 1837              | Épernay              | « Grand Vin des Princes »                                     | oui                        | Groupe Lanson-BCC                                                     |                  |
| de Venoge                | 1837              | Épernay              | « Cordon Bleu »                                               | oui                        | Groupe Lanson-BCC                                                     |                  |
| Veuve Clicquot Ponsardin | 1772              | Reims                | « La Grande Dame »                                            | oui                        | Groupe LVMH                                                           |                  |
| Veuve Clicquot Ponsardin | 1772              | Reims                | « Brut Carte Jaune »                                          | oui                        | Groupe LVMH                                                           |                  |
| Veuve Clicquot Ponsardin | 1772              | Reims                | « Vintage Rich »                                              | oui                        | Groupe LVMH                                                           |                  |
| Vranken                  | 1976              | Épernay              | « Demoiselle… » (suivi d'un nom différent à chaque millésime) | suivant les années         | Groupe Vranken-Pommery Monopole                                       |                  |
| Vranken                  | 1976              | Épernay              | « Tête de cuvée »                                             | suivant les années         | Groupe Vranken-Pommery Monopole                                       |                  |

### Petites maisons
Les petites maisons peuvent faire partie de la route touristique du Champagne.
- Champagne Agrapart & Fils (en) à Avize, maison fondée en 1894 ;
- Champagne Charles Mignon - Léon Launois
- Champagne Château Malakoff, groupe appartenant à Laurent-Perrier et réunissant les maisons historiques Beaumet, Jeanmaire et Oudinot ;
- Champagne De Sousa à Avize, dans la Côte des Blancs [7],[8],[9]
- Champagne Delamotte, elle appartient aujourd'hui à Laurent-Perrier ;
- Champagne Egly-Ouriet (en) à Ambonnay, dans la Montagne de Reims ;
- Champagne EPC[10],[11] ;
- Champagne Jacquesson ;
- Champagne A.R. Lenoble ;
- Champagne Moncuit (de) à Le Mesnil-sur-Oger ;
- Champagne Moutard à Buxeuil dans la Côte des Bar[12],[13] ;
- Champagne Pannier, une union de producteurs installée à Château-Thierry ;
- Champagne Philipponnat, appartient au groupe Boizel Chanoine Champagne ;
- Champagne Jacques Selosse ;
- Champagne Tarlant à Œuilly ;
- Champagne Virginie T. à Sillery.